# Goldener Opti
Die Regatta Goldener Opti ist eine mehrtägige jährliche Segelveranstaltung im Mai der Bootsklasse Optimist (kurz: Opti) auf der Kieler Förde vor dem Olympiazentrum Schilksee in der Strander Bucht.
Die Regatta wird von der Segelabteilung des TSV Schilksee seit 1968 jährlich für Opti-A Segler ausgerichtet. Sie ist die größte deutsche Opti-Regatta und ist seit 2007 wieder international ausgerichtet. Die Regatta hat einen hohen Stellenwert, vergleichbar mit den nationalen Meisterschaften. Neben dem Goldenen Opti wird zeitgleich auch der Silberne Opti für Opti-B Segler veranstaltet (Kurzform: GOSO). Im Jahr 2018 fand der 50. 'GOSO', der Goldene und Silberne Optimist statt. An der Jubiläumsveranstaltung nahmen 500 Optimisten aus 10 Ländern teil. Es wird aber auf getrennten Bahnen gesegelt. Aufgrund der hohen Teilnehmerzahlen (über 200 Segler) starten die Opti-A-Segler in Gruppen (Fleets). Die Gruppen sind durch Farbbänder am Spriet-Topp gekennzeichnet und segeln in verschiedenen Starts Gruppe gegen Gruppe (jeder gegen jeden).

## Siegerliste Goldener Opti
| Jahr | Nation             | Name                   | Verein                              |
| ---- | ------------------ | ---------------------- | ----------------------------------- |
| 2025 | Deutschland        | Lasse Kliewe           | Norddeutscher Regatta Verein        |
| 2024 | Danemark           | Erik Futtrup Havemann  | Horsens Sejlklub                    |
| 2023 | Deutschland        | Jacob Ottmann          | Mühlenberger Segel-Club             |
| 2022 | Danemark           | Aksel Berg             | Egå Sejlklub                        |
| 2021 | Vereinigte Staaten | James Pine             | Happy                               |
| 2020 |                    | ausgefallen            | Grund: COVID-19-Pandemie            |
| 2019 | Deutschland        | Mic Mohr               | Plauener Wassersportverein          |
| 2018 | Danemark           | Malthe Ebdrup          | Kongelig Dansk Yachtklub            |
| 2017 | Deutschland        | Cosima Schlüter        | Berliner Yacht-Club                 |
| 2016 | Deutschland        | Roko O. K. Mohr        | Plauener Wassersportverein          |
| 2015 | Deutschland        | Cecimo Zahn            | Düsseldorfer Yachtclub              |
| 2014 | Deutschland        | Lennart Kuss           | Warnemünder Segel-Club 1925         |
| 2013 | Schweiz            | Fabien Ruf             |                                     |
| 2012 | Niederlande        | B. Lambriex            | OCN                                 |
| 2011 | Deutschland        | D. Hamann              | Steinberger Yacht-Club 1987         |
| 2010 | Deutschland        | F. Graf                | Verein Seglerhaus am Wannsee        |
| 2009 | Deutschland        | R. Rothlauf            | Berliner Yacht-Club                 |
| 2008 | Deutschland        | O. Oczycz              | Berliner Yacht-Club                 |
| 2007 | Niederlande        | H. Meijer              | OCN                                 |
| 2006 | Deutschland        | J. Marten              | Segelclub Eckernförde               |
| 2005 | Deutschland        | H. Eike Jacobs         | TSV Schilksee                       |
| 2004 | Deutschland        | Jan-Philipp Hofmann    | Düsseldorfer Yachtclub              |
| 2003 |                    | ausgefallen            | Grund: kein Wind                    |
| 2002 | Deutschland        | Fabian Kirchhoff       | Seglervereinigung Hüde              |
| 2001 | Deutschland        | Maximilian Dzembritzki | Segel-Club Nordstern                |
| 2000 | Deutschland        | C. Lorenz              | Potsdamer Yacht Club                |
| 1999 | Deutschland        | Daria Blaschkiewitz    | Baltische Segler-Vereinigung Berlin |
| 1998 | Danemark           | Christian G. Lund      | VS                                  |
| 1997 | Deutschland        | Nils Münker            | Kieler Yacht-Club                   |
| 1996 | Deutschland        | K. Kolenda             | Hamburger Segel-Club                |
| 1995 | Norwegen           | Jo R. Asvang           | Duken                               |
| 1994 | Danemark           | Jonas H. Christensen   | Rungsted                            |
| 1993 | Danemark           | A. Hartlev             | Aabenraa Sejl Club                  |
| 1992 | Danemark           | A. Hartlev             | Aabenraa Sejl Club                  |
| 1991 | Danemark           | C. Hastrup             | Thurø                               |
| 1990 | Deutschland        | N. Mattig              | SVG                                 |
| 1989 | Deutschland        | M. Keser               | Spandauer Yacht-Club                |
| 1988 |                    | ausgefallen            | Grund: kein Wind                    |
| 1987 | Deutschland        | Niklas Ganssauge       | Blankeneser Segel-Club              |
| 1986 | Deutschland        | M. Baur                | TSV Schilksee                       |
| 1985 | Deutschland        | Christian Knetter      | Segler Club Amecke                  |
| 1984 | Deutschland        | Lars R. Kock           | Möltenorter Seglerkameradschaft     |
| 1983 | Deutschland        | René Schwall           | TSV Schilksee                       |
| 1979 | Deutschland        | B. Meier               | TSV Schilksee                       |
| 1978 | Deutschland        | Sven Harder            | TSV Schilksee                       |
| 1977 | Deutschland        | Sven Harder            | TSV Schilksee                       |
| 1976 | Deutschland        | H. Voigt               |                                     |
| 1974 | Deutschland        | U. Greve               | Segelclub Baltic                    |
| 1973 | Deutschland        | Ch. Schmitz            |                                     |
| 1972 | Deutschland        | L. Patrunky            |                                     |
| 1971 | Deutschland        | Thomas Schuster        | TSV Schilksee                       |
| 1970 | Deutschland        | O. Eilers              |                                     |
| 1969 | Deutschland        | O. Eilers              |                                     |
| 1968 | Deutschland        | L. Spliedt             | TSV Schilksee                       |

Quelle: